# Кутиха
Кутиха (каз. Кутиха) — село в Алтайском районе Восточно-Казахстанской области Казахстана. Входит в состав Парыгинского сельского округа. Код КАТО — 634845500.

## История
Первое документальное упоминание о Кутихе относится к 1882 году. В Алтайском краевом госархиве в «Хозяйственно-статистическом описании крестьянских волостей Алтайского округа» значится село Кутиха Бухтарминской волости. Датой его образования указан 1875 год. Но ещё в 1761 году прапорщик Зеленый, идя с поисковой горной партией на Бухтарму, заметил у одного из ее притоков — Тургусуна — избушку и двоих скрывшихся мужчин. О тайных поселениях беглых переселенцев в глубине Алтайских гор говорили с 40-х годов XVIII века. Позже из таких поселений вверх по речке Тургусун, впадающей в Бухтарму, и образовалась таёжная деревушка. жители которой занимались рыбной ловлей, охотой, земледелием. 

## Население
В 1999 году население села составляло 196 человек (101 мужчина и 95 женщин). По данным переписи 2009 года, в селе проживало 69 человек (39 мужчин и 30 женщин).

## Экономика
С 2021 года близ Кутихи действует Тургусунская ГЭС (Тургусун-1). 
Первые, но безуспешные попытки возведения гидроэлектростанции на Тургусуне относятся к началу XX века. В 1930-е годы была построена ГЭС, что положительно повлияло на экономику региона, в том числе на Кутиху. Но в связи со строительством крупной Бухтарминской ГЭС на Иртыше в 50-е годы малые ГЭС на окрестных речках были закрыты. Близлежащие сёла пришли в упадок. В 2013 году правительство Казахстана приняло решение заново отстроить Тургусунскую ГЭС. В Кутихе был построен посёлок для рабочих на 200-250 человек. Быстровозводимые домики были изготовлены из сэндвич-панелей. Построена вся инфраструктура для строителей ГЭС от бани до магазина. Реконструирована автодорога от райцентра Парыгино до Кутихи и далее до ГЭС и протянуто 10 км линии электропередачи. В 2021 году Тургусунская ГЭС мощностью 24,9 МВт была введена в эксплуатацию.